# コロッサス級戦艦
| コロッサス級戦艦         | コロッサス級戦艦 |
| ------------------------ | --- |
| 竣工当時の「コロッサス」 | |
| 艦級概観                 | |
| 艦種                     | 戦艦 |
| 艦名                     | 前級のネプチューンも含めて神話に由来 |
| 前級                     | ネプチューン |
| 次級                     | オライオン級 |
| 性能諸元                 | |
| 排水量                   | 常備：20,225トン 満載：22,700トン |
| 全長                     | 166.4m |
| 全幅                     | 25.9m |
| 吃水                     | 8.8m |
| 機関                     | バブコック・アンド・ウィルコックス式 （ハーキュリーズはヤーロー式） 石炭・重油混焼水管缶18基 +パーソンズ式直結タービン（低速・高速）2組4軸推進 |
| 最大出力                 | 25,000hp |
| 最大速力                 | 21ノット |
| 航続距離                 | 10ノット/6,680海里 |
| 燃料                     | 石炭：2,900トン 800トン |
| 乗員                     | 755名 |
| 兵装                     | 30.5cm（50口径）連装砲5基 10.2cm（50口径）単装速射砲16基 47mm機砲4基 53.3mm水中魚雷発射管単装3基 |
| 装甲                     | 舷側：178～279mm（主装甲部） 甲板：102mm（主甲板）、45mm（艦首尾部） 砲塔：279mm（前盾）、203mm（側盾・後盾）102mm（天蓋傾斜部）、76mm（天蓋平坦部） バーベット：254mm（甲板上部）、102mm（甲板下部） 司令塔：279mm（前盾）、203mm（側盾・後盾）、76mm（天蓋） |

コロッサス級戦艦（コロッサスきゅうせんかん、Colossus class battleship）は、イギリス海軍の弩級戦艦の艦級で2隻が建造された。本級はイギリス海軍最後の弩級戦艦である。

## 概要
本級はドイツ帝国海軍による弩級戦艦の大量建造に対抗して1909年度計画で1度に6隻の戦艦の建造を計画し、このうち2隻は前年の1908年度計画の「ネプチューン」の改良型として「コロッサス」「ハーキュリーズ」と名付けられた。

## 艦形

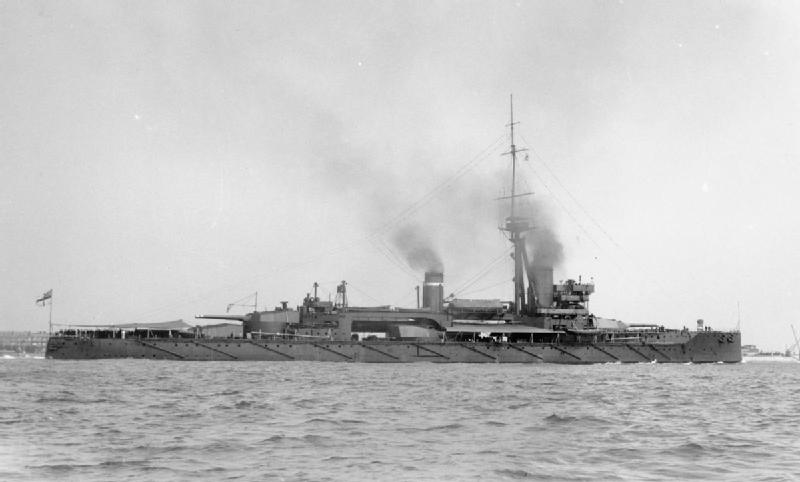
本級の「ハーキュリーズ」。前部マストの最前部に位置する1番煙突のために測距儀所は煤煙と高熱に悩まされた。

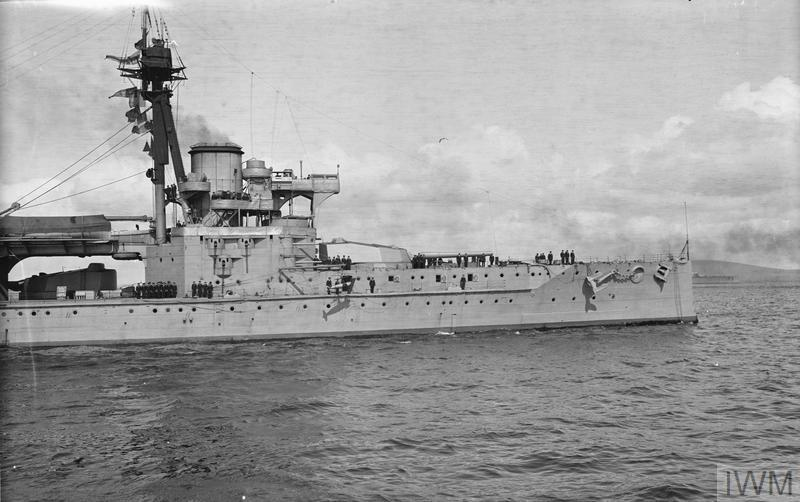
「ハーキュリーズ」の艦橋と煙突の後ろの前檣。

本級の最も大きな変更はマストの位置であり、ネプチューン級では1番煙突の前にあった前檣を煙突の後ろに移し、後檣を廃止したことである。「ドレッドノート」に似たこの配置は次級のオライオン級にも継承されるが、高温の煤煙が前檣に置かれた射撃指揮所の任務遂行を常時阻害したため、さらに次のキング・ジョージ5世級からはマストは煙突の前に戻された。また、3番・4番主砲塔を距離を接近させて弾薬庫を小型化して防御重量を浮かす工夫がされた。
本艦の船体形状は高い乾舷を持つ短船首楼型船体であり、外洋での凌波性は良好であった。艦首から前向きに連装タイプの1番主砲塔1基を配置し、そこから甲板よりも一段高められた上部構造物の上に下部に司令塔を持つ箱型艦橋と1番煙突が立ち、その背後に頂上部に見張り所を持つ三脚型の前部マストが配置された。
1番煙突の背後で船首楼が終了し、そこから1段分下がって中甲板上に立つ2番煙突を斜めに挟み込むように左舷側前方に2番主砲塔が1基、右舷側後方に3番主砲塔が1基配置され、その後方に三脚型の後部マストが立つ。甲板上に主砲塔を配置したために、艦載艇は1番煙突の後方から2番煙突を経由して後部マストまで続く「空中甲板（フライング・デッキ）」を設けて艦載艇を配置し、艦載艇は前部マストを基部とするボート・クレーンと2番煙突の後方に小型クレーン2基により運用された。
この形式はイギリス海軍は「ロード・ネルソン級」で用いられた形式で、前後の艦橋との連絡橋としての役割もある。フライング・デッキは2番・3番主砲の片舷斉射に耐えうるように強固に作られたが、爆風で艦載艇が主砲塔上に転落して旋回を阻害する恐れがあったので第一次世界大戦中に2番煙突と後部マスト間の部分を撤去された。
後部マストの後方に4番・5番主砲塔が後ろ向きに背負い式で2基が配置された。副砲の10.2cm速射砲は本級から全てを上部構造物に設置され、艦橋基部と2番煙突基部と後部マスト基部の三か所に16門が分散配置された。

## 武装

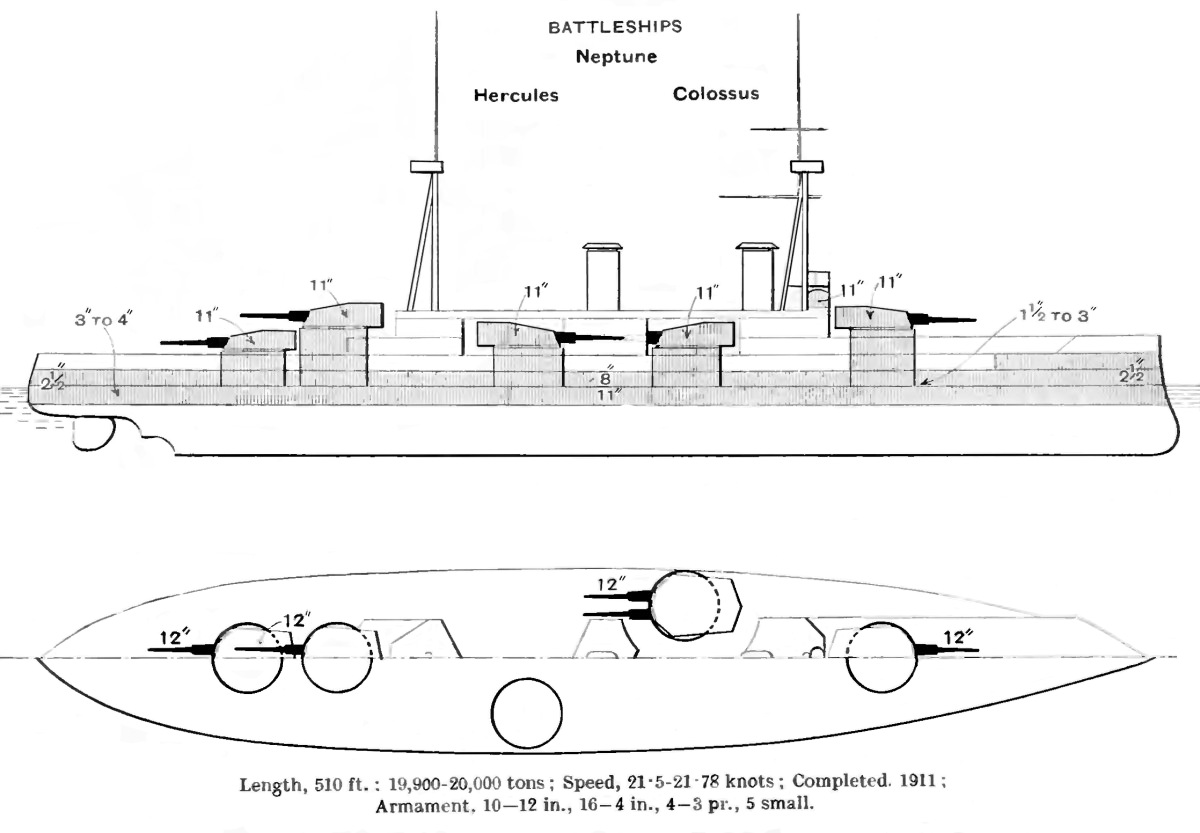
本級の武装・装甲配置を示した図。

### 主砲
本艦の主砲は、前級に引き続き「1910年型 Mark XI 30.5 cm（50口径）砲」を採用している。その性能は砲口初速869m/s、重量386kgの砲弾を最大仰角15度で19,380mまで到達し、射程9,140mで舷側装甲284mmを貫通する能力を持っていた。砲身の上下は仰角15度・俯角3度で、旋回角度は単体首尾線方向を0度として1番・2番・3番・5番砲塔は左右150度であったが、4番砲塔は150度の旋回角のうち後部艦橋を避けるため後方0度から左右30度の間が死角となっていた。発射速度は毎分1.5発程度であった。
この長砲身化はあまり成功せず、高初速化したために砲口がブレて散布界が増大して命中率が下がった。また、砲身の命数が落ちて低寿命となってしまった。

### 副砲、その他備砲、雷装
本艦の副武装は「1910年型 Mark VII 10.2 cm（40口径）速射砲」を採用した。その性能は14.1kgの砲弾を、最大仰角20度で8,780mまで届かせられた。砲身の俯仰・砲塔の旋回・砲弾の揚弾・装填は主に人力を必要とした。砲身の上下角度は仰角20度・俯角10度で旋回角度は360度であった。発射速度は1分間に10発であった。
他に対艦攻撃用に53.3cm水中魚雷発射管3門を装備していた。

## 防御
本級において防御重量が増加され、舷側防御は254mmから279mmへと増厚された。

## 艦歴
第一次世界大戦では両艦ともユトランド沖海戦に参加している。ハーキュリーズは1921年に除籍、コロッサスはその後もしばらく練習艦として任務に就いていたが1928年に除籍された。

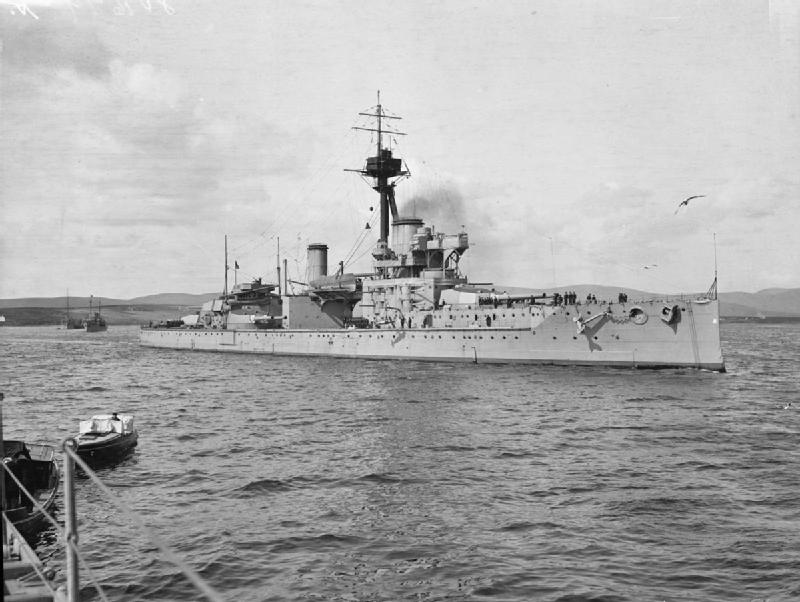
写真は「ハーキュリーズ」
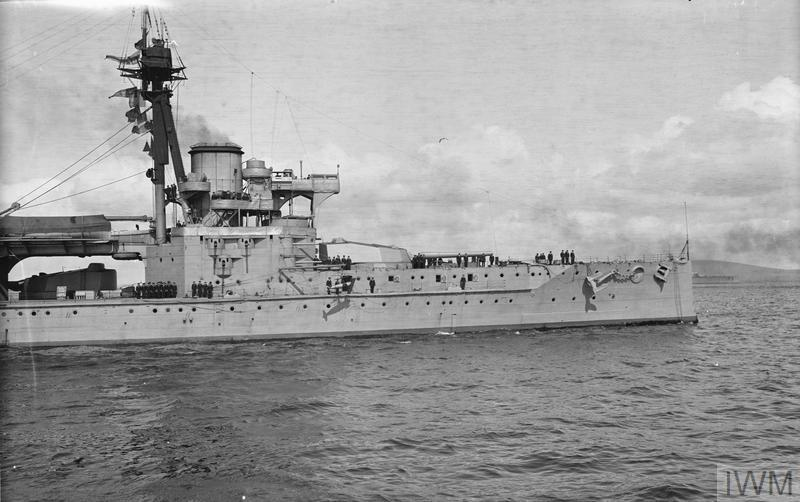
「ハーキュリーズ」の艦橋の写真

## 艦名の由来
- コロッサス Colossus：「世界の七不思議」のひとつに数えられる、古代ロードス島に有ったとされる太陽神の巨像のこと。
- ハーキュリーズ Hercules：ギリシャ神話の英雄。ラテン語であるヘルクレスの英語読み。